# Henrik Larsen
Henrik Larsen (Kongens Lyngby, 17 maggio 1966) è un allenatore di calcio ed ex calciatore danese, di ruolo centrocampista, giocatore-allenatore del Græsrødderne.

## Carriera

### Giocatore

#### Club
Cresciuto nel Lyngby (ad eccezione di un fugace prestito all'Hellerup nel 1984), debutta in prima squadra nel 1985, rimanendovi per le successive cinque stagioni. Nel 1990 è acquistato dagli italiani del Pisa, con cui disputa un campionato in Serie A (1990-1991) e uno in Serie B (1992-1993), intervallate da un primo ritorno al Lyngby nell'annata 1991-1992.
Dopo due brevi parentesi in prestito tra il 1993 e il 1994, prima agli inglesi dell'Aston Villa e poi ai tedeschi del Waldhof Mannheim, Larsen torna in patria, dapprima ancora al Lyngby (1994-1996) e poi al Copenaghen (1996-1999), chiudendovi la carriera professionistica. Nel 2016 torna all'attività, come giocatore-allenatore del Græsrødderne.

#### Nazionale
Tra il 1989 e il 1996 ha disputato 39 gare nella nazionale danese segnando 5 reti, due delle quali nella semifinale del campionato d'Europa 1992 in Svezia contro i Paesi Bassi, gara poi vinta dagli scandinavi ai tiri di rigore, che si laureeranno poi campioni d'Europa in finale contro la Germania.

### Allenatore
Inizia la carriera in panchina nel 2000 con l'Ølstykke. Dal 2002 al 2005 è commissario tecnico delle Fær Øer, passando poi alla guida di Holbæk e Køge BK. Dal 2008 al 2009 allena la squadra danese del Lyngby, nella seconda divisione danese. Dopo una breve parentesi come assistente al Randers, torna nel 2009 al Lyngby come assistente della formazione Under-19. Dal 2016 ricopre il ruolo di allenatore-giocatore del Græsrødderne.

## Statistiche

### Cronologia presenze e reti in nazionale
| Cronologia completa delle presenze e delle reti in nazionale ― Danimarca | Cronologia completa delle presenze e delle reti in nazionale ― Danimarca | Cronologia completa delle presenze e delle reti in nazionale ― Danimarca | Cronologia completa delle presenze e delle reti in nazionale ― Danimarca | Cronologia completa delle presenze e delle reti in nazionale ― Danimarca | Cronologia completa delle presenze e delle reti in nazionale ― Danimarca | Cronologia completa delle presenze e delle reti in nazionale ― Danimarca | Cronologia completa delle presenze e delle reti in nazionale ― Danimarca |
| Data                                                                     | Città                                                                    | In casa                                                                  | Risultato                                                                | Ospiti                                                                   | Competizione                                                             | Reti                                                                     | Note                                                                     |
| ------------------------------------------------------------------------ | ------------------------------------------------------------------------ | ------------------------------------------------------------------------ | ------------------------------------------------------------------------ | ------------------------------------------------------------------------ | ------------------------------------------------------------------------ | ------------------------------------------------------------------------ | ------------------------------------------------------------------------ |
| 8-2-1989                                                                 | Ta' Qali                                                                 | Malta                                                                    | 0 – 2                                                                    | Danimarca                                                                | Torneo di Malta 1989                                                     | 1                                                                        |                                                                          |
| 10-2-1989                                                                | Ta' Qali                                                                 | Danimarca                                                                | 0 – 0                                                                    | Finlandia                                                                | Torneo di Malta 1989                                                     | -                                                                        |                                                                          |
| 12-2-1989                                                                | Ta' Qali                                                                 | Algeria                                                                  | 0 – 0                                                                    | Danimarca                                                                | Torneo di Malta 1989                                                     | -                                                                        |                                                                          |
| 22-2-1989                                                                | Pisa                                                                     | Italia                                                                   | 1 – 0                                                                    | Danimarca                                                                | Amichevole                                                               | -                                                                        | 70’                                                                      |
| 12-4-1989                                                                | Aalborg                                                                  | Danimarca                                                                | 2 – 0                                                                    | Canada                                                                   | Amichevole                                                               | -                                                                        | 52’                                                                      |
| 18-6-1989                                                                | Copenaghen                                                               | Danimarca                                                                | 4 – 0                                                                    | Brasile                                                                  | Amichevole                                                               | -                                                                        | 46’                                                                      |
| 23-8-1989                                                                | Bruges                                                                   | Belgio                                                                   | 3 – 0                                                                    | Danimarca                                                                | Amichevole                                                               | -                                                                        |                                                                          |
| 5-2-1990                                                                 | Dubai                                                                    | Emirati Arabi Uniti                                                      | 1 – 1                                                                    | Danimarca                                                                | Amichevole                                                               | -                                                                        |                                                                          |
| 14-2-1990                                                                | Il Cairo                                                                 | Egitto                                                                   | 0 – 0                                                                    | Danimarca                                                                | Amichevole                                                               | -                                                                        | 46’                                                                      |
| 9-4-1991                                                                 | Odense                                                                   | Danimarca                                                                | 1 – 1                                                                    | Bulgaria                                                                 | Amichevole                                                               | -                                                                        |                                                                          |
| 1-5-1991                                                                 | Belgrado                                                                 | Jugoslavia                                                               | 1 – 2                                                                    | Danimarca                                                                | Qual. Euro 1992                                                          | -                                                                        | 54’ 84’                                                                  |
| 5-6-1991                                                                 | Odense                                                                   | Danimarca                                                                | 2 – 1                                                                    | Austria                                                                  | Qual. Euro 1992                                                          | -                                                                        |                                                                          |
| 4-9-1991                                                                 | Reykjavík                                                                | Islanda                                                                  | 0 – 0                                                                    | Danimarca                                                                | Amichevole                                                               | -                                                                        | 46’                                                                      |
| 25-9-1991                                                                | Landskrona                                                               | Fær Øer                                                                  | 0 – 4                                                                    | Danimarca                                                                | Qual. Euro 1992                                                          | -                                                                        |                                                                          |
| 9-10-1991                                                                | Vienna                                                                   | Austria                                                                  | 0 – 3                                                                    | Danimarca                                                                | Qual. Euro 1992                                                          | -                                                                        | 81’                                                                      |
| 13-11-1991                                                               | Odense                                                                   | Danimarca                                                                | 2 – 1                                                                    | Irlanda del Nord                                                         | Qual. Euro 1992                                                          | -                                                                        |                                                                          |
| 29-4-1992                                                                | Aarhus                                                                   | Danimarca                                                                | 1 – 0                                                                    | Norvegia                                                                 | Amichevole                                                               | -                                                                        | 73’                                                                      |
| 3-6-1992                                                                 | Brøndby                                                                  | Danimarca                                                                | 1 – 1                                                                    | Comunità degli Stati Indipendenti                                        | Amichevole                                                               | -                                                                        | 68’                                                                      |
| 14-6-1992                                                                | Solna                                                                    | Svezia                                                                   | 1 – 0                                                                    | Danimarca                                                                | Euro 1992 - 1º turno                                                     | -                                                                        | 64’                                                                      |
| 17-6-1992                                                                | Malmö                                                                    | Francia                                                                  | 1 – 2                                                                    | Danimarca                                                                | Euro 1992 - 1º turno                                                     | 1                                                                        |                                                                          |
| 22-6-1992                                                                | Göteborg                                                                 | Paesi Bassi                                                              | 2 – 2 dts (4 - 5 dtr)                                                    | Danimarca                                                                | Euro 1992 - Semifinale                                                   | 2                                                                        | 15’                                                                      |
| 26-6-1992                                                                | Göteborg                                                                 | Danimarca                                                                | 2 – 0                                                                    | Germania                                                                 | Euro 1992 - Finale                                                       | -                                                                        |                                                                          |
| 9-9-1992                                                                 | Copenaghen                                                               | Danimarca                                                                | 1 – 2                                                                    | Germania                                                                 | Amichevole                                                               | -                                                                        | 88’                                                                      |
| 23-9-1992                                                                | Vilnius                                                                  | Lituania                                                                 | 0 – 0                                                                    | Danimarca                                                                | Qual. Mondiali 1994                                                      | -                                                                        |                                                                          |
| 14-10-1992                                                               | Copenaghen                                                               | Danimarca                                                                | 0 – 0                                                                    | Irlanda                                                                  | Qual. Mondiali 1994                                                      | -                                                                        |                                                                          |
| 18-11-1992                                                               | Belfast                                                                  | Irlanda del Nord                                                         | 0 – 1                                                                    | Danimarca                                                                | Qual. Mondiali 1994                                                      | 1                                                                        | 74’                                                                      |
| 24-2-1993                                                                | Mar del Plata                                                            | Argentina                                                                | 1 – 1 dts (5 - 4 dtr)                                                    | Danimarca                                                                | Coppa dei Campioni CONMEBOL-UEFA 1993                                    | -                                                                        | 119’                                                                     |
| 31-3-1993                                                                | Copenaghen                                                               | Danimarca                                                                | 1 – 0                                                                    | Spagna                                                                   | Qual. Mondiali 1994                                                      | -                                                                        | 75’                                                                      |
| 14-4-1993                                                                | Copenaghen                                                               | Danimarca                                                                | 2 – 0                                                                    | Lettonia                                                                 | Qual. Mondiali 1994                                                      | -                                                                        | 61’                                                                      |
| 8-9-1993                                                                 | Tirana                                                                   | Albania                                                                  | 0 – 1                                                                    | Danimarca                                                                | Qual. Mondiali 1994                                                      | -                                                                        | 55’                                                                      |
| 13-10-1993                                                               | Copenaghen                                                               | Danimarca                                                                | 1 – 0                                                                    | Irlanda del Nord                                                         | Qual. Mondiali 1994                                                      | -                                                                        | 86’                                                                      |
| 17-11-1993                                                               | Siviglia                                                                 | Spagna                                                                   | 1 – 0                                                                    | Danimarca                                                                | Qual. Mondiali 1994                                                      | -                                                                        |                                                                          |
| 9-3-1994                                                                 | Londra                                                                   | Inghilterra                                                              | 1 – 0                                                                    | Danimarca                                                                | Amichevole                                                               | -                                                                        |                                                                          |
| 20-4-1994                                                                | Copenaghen                                                               | Danimarca                                                                | 3 – 1                                                                    | Ungheria                                                                 | Amichevole                                                               | -                                                                        | 71’                                                                      |
| 1-6-1994                                                                 | Oslo                                                                     | Norvegia                                                                 | 2 – 1                                                                    | Danimarca                                                                | Amichevole                                                               | -                                                                        | 3’                                                                       |
| 7-9-1994                                                                 | Skopje                                                                   | Macedonia                                                                | 1 – 1                                                                    | Danimarca                                                                | Qual. Euro 1996                                                          | -                                                                        | 67’                                                                      |
| 9-6-1996                                                                 | Sheffield                                                                | Danimarca                                                                | 1 – 1                                                                    | Portogallo                                                               | Euro 1996 - 1º turno                                                     | -                                                                        | 90’                                                                      |
| 16-6-1996                                                                | Sheffield                                                                | Croazia                                                                  | 3 – 0                                                                    | Danimarca                                                                | Euro 1996 - 1º turno                                                     | -                                                                        | 68’                                                                      |
| 19-6-1996                                                                | Sheffield                                                                | Turchia                                                                  | 0 – 3                                                                    | Danimarca                                                                | Euro 1996 - 1º turno                                                     | -                                                                        | 46’ 81’                                                                  |
| Totale                                                                   |                                                                          | Presenze                                                                 | 39                                                                       |                                                                          | Reti                                                                     | 5                                                                        |                                                                          |

## Palmarès

### Giocatore

#### Club
- Coppa di Danimarca: 3

Lyngby: 1985, 1990
Copenaghen: 1996-1997
- Campionato danese: 1

Lyngby: 1991-1992

#### Nazionale
- Campionato d'Europa: 1

Svezia 1992